# Васильев, Дмитрий Валентинович (историк)
Дмитрий Валентинович Васильев — российский историк, доктор исторических наук, профессор кафедры отечественной истории Института гуманитарных наук МГПУ. Автор работ по истории Центральной Азии XVIII — начала XX вв., истории ислама в Российской империи, колониальных, культурологических и коммеморативных исследований.

## Биография
Дмитрий Валентинович Васильев родился в Волгограде. В 1985 г. поступил в Волгоградский государственный университет. С 1986 по 1988 проходил срочную службу в Пограничных войсках КГБ СССР. В 1988—1996 гг. обучался на историческом факультете МГУ им. М. В. Ломоносова. Там же в 1999 г. защитил кандидатскую диссертацию на тему: «Становление и развитие системы управления Туркестанского края. 1865—1886 гг.» (научный руководитель Сергей Леонидович Чернов), а в 2017 г. — диссертацию на соискание учёной степени доктора исторических наук на тему: «Организация административного управления в Казахской степи: государственная политика и региональные практики (XVIII — первая половина XIX в.)». Научным консультантом выступил Сергей Валентинович Любичанковский, оппонентами — С. Н. Абашин, А. Ю. Бахтурина, С. Н. Брежнева. Считает себя последователем профессора Нины Степановны Киняпиной. Значительную роль на становление учёного оказали Дмитрий Юрьевич Арапов, Анатолий Викторович Ремнёв.
На данный момент активно занимается научной деятельностью, ежегодно публикуются монографии и научные статьи, принимает участие в международных конференциях. Одновременно читает лекции для студентов Московского городского педагогического университета.

## Награды и звания
Звание «Почётный работник науки и техники Российской Федерации» (2015 г.).
Звание «Почётный работник высшего профессионального образования РФ» (2008 г.).
Нагрудный знак «За развитие научно-исследовательской работы студентов» (2006 г.).

## Избранная библиография
- Васильев, Д. В. Поступь империи: Политика России в Центральной Азии: XIX — начало XX в. — М.; СПб.: Нестор-История, 2022.-636 с., ил.
- Васильев, Д. В. Предел империи. Восточный Туркестан, Кульджа, Хунза в орбите политических интересов России. Вторая половина XIX в. СПб.: Нестор-История, 2021.-255 с. (В соавторстве: Почекаев Р. Ю., Асанова С. А.).

- Васильев, Д. В. Рождение империи. Юго-восток России: XVIII — первая половина XIX в. СПб.: Дмитрий Буланин, 2020.-608 с.

- Васильев, Д. В. Бремя империи. Административная политика России в Центральной Азии. Вторая половина XIX в. М.: Политическая энциклопедия, 2018. 638 с.

- Васильев, Д. В. Форпост империи. Административная политика России в Центральной Азии. Середина XIX века. М.: ИБП, 2015. 302 с.

- Васильев, Д. В. Россия и Казахская степь: административная политика и статус окраины. XVIII- первая половина XIX века. М.: Политическая энциклопедия, 2014. 470 с.

- Васильев, Д. В. Центральная Азия в составе Российской империи. М.: Редакция журнала «Новое литературное обозрение», 2008. 464 с. (В соавторстве: Абашин С. Н., Арапов Д. Ю., Бекмаханова Н. Е., и др.).